# Noves masculinitats
Les noves masculinitats o masculinitats alternatives són alternatives al model de masculinitat tradicional hegemònica a les societats androcèntriques i patriarcals. Descriuen el paper dels homes heterosexuals cisgènere en una societat sense rols de gènere binaris i a la qual es vol erradicar el masclisme.
No existeix una manera única de concebre i viure la masculinitat, sinó moltes. No és estàtica ni atemporal, ni la manifestació d'una essència interior ni puja a la consciència des de la biologia. Al contrari, és històrica i creada a cada cultura, significant coses diferents en diferents èpoques per a diferents persones. (Kimmel, 1997)
La masculinitat tòxica és el conjunt d'actituds construïdes socialment que exigeixen que els homes siguin violents, poc emotius i sexualment agressius, entre altres estereotips. Tot i que l'home ha estat a l'universalisme masculí el terme "neutre" d'humanitat, els estudis de gènere demostren que "No es neix home, un es converteix en home" és a dir, que el patró masculí es conforma segons una construcció cultural tant a Espanya com en altres països. (Carabí & Segarra, 2000)

## Etimologia
L'expressió "noves masculinitats" va ser popularitzat per la sociòloga Raewyn Connell quan volia parlar del rol dels homes cisgènere en el feminisme i quin paper poden tenir, quines noves formes justes i igualitàries, en contraposició a la posició social tradicional dominant dels homes, i la per tant posició social subordinada de les dones. Volia explicar com i perquè els homes mantenen els rols dominants de la societat, i com canviar-ho.
S'utilitza el plural, ja que es creu que no hi ha una definició única de construir aquesta masculinitat alternativa a la hegemònica, ja que cada individu identificat com a home n'ha de construir la seva pròpia.

## Masculinitat al patriarcat
Per parlar de noves masculinitats hem de tenir en compte que partim d'una societat heteropatriarcal, fet que comporta unes característiques concretes (heterosexualitat, actituds masclistes, jerarquies entre sexes, dominació masculina) dins la nostra societat. Aquesta cultura heteropatriarcal i aquesta ideologia de dominació masculina acaba plasmant-se en la representació d'una masculinitat hegemònica que és la forma de masculinitat dominant, patriarcal i culturalment autoritzada i autoritzant, i acceptada com a "correcte".
La denominem dominant, ja que forma part del sistema heteropatriarcal que organitza de forma jeràrquica les persones que hi estan immerses. En el patriarcat, els homes són els qui tenen el poder i els qui estan a dalt de tot de la jerarquia, i per sota d'aquests homes hi van, en contra posició, les dones. Cal matisar que aquesta jerarquia té diversos esglaons i que un home transsexual perd tot el seu poder, una dona lesbiana es considerada "pitjor" que una dona heterosexual, un home efeminat o sensible tampoc és a dalt de l'escala jeràrquica. Quan es parla de masculinitat dominant no es refereix a qualsevol masculinitat, sinó a aquella que és a dalt de tot de la jerarquia heteropatriarcal. A occident podria representar-se com a l'home blanc, cisgènere, occidental, heterosexual, i econòmicament estable.
La denominem patriarcal, ja que en un sistema heteropatriarcal no es pot assolir la dominació sense ser-ho. Per tant, són dues característiques que van agafades de la mà. Cal dir que ser patriarcal no només és dominar, sinó reproduir aquell tipus d'ideologia i pràctiques masclistes i sexistes.
Tanmateix, la masculinitat hegemònica, dominant i patriarcal és aquell tipus de masculinitat que en la nostra cultura occidental és majoritària, té poder i rang social, és masclista i sexista.
Històricament, els homes perpetuadors d'aquest sistema, és a dir, homes que han estat sempre en el paper dominant de la societat, s'han vist atacats pels moviments feministes radicals que, a banda de qüestionar els seus privilegis com a homes, han qüestionat els seus privilegis de classe o raça. Això els ha fet, moltes vegades no posicionar-se a favor d'aquest moviment feminista, per por de perdre els seus privilegis socials. (Hooks, 2000).

## Homes al feminisme
Gràcies al moviment feminista, amb la participació d'homes aliats, normalment aquells que surten de la masculinitat hegemònica, han permès, mitjançant la seva lluita de base i seguint una de les seves principals intencions que és trencar amb els rols de gènere construïts a partir del sistema heteropatriarcal, arribar al punt de poder desconstruir la masculinitat i generar noves opcions dins la societat que estan fent-se cada cop més visibles i guanyant terreny a la masculinitat tradicional o hegemònica.
Els estudis de gènere dels homes i les masculinitats recuperen la perspectiva de gènere plantejades per les feministes i parteixen de la consideració que els homes són subjectes genèrics, això és, que les seves identitats, pràctiques i relacions com a homes són construccions socials i no fets de la naturalesa, com els discursos dominants han plantejat per segles.
En l'actualitat, la perspectiva de la construcció simbòlica de la masculinitat i de la identitat i subjectivitat dels homes és central en els estudis de gènere dels homes i les masculinitats, en la mesura que nomena el drama sociocultural i psicològic que es construeix entre els sistemes de significació del gènere (que plantegen els paràmetres simbòlics del masculí i l'homenia) i els éssers humans concrets. Es tracta d'un drama complex que no pot reduir-se, sinó a risc de simplificar-ho, en el concepte "estudi de les masculinitats", així es digui en plural i no en singular. I és que no tots els homes són "masculins" o no ho són de la mateixa manera; tots, no obstant això, són afectats per aquest dispositiu de poder de gènere. Des d'aquesta perspectiva sociocultural, postestructuralista, actualment el paradigma dominant en els estudis de gènere dels homes i la masculinitat, "home" i "masculinitat", han de ser tractats com a termes en disputa; termes buits en si mateixos, però rebossants per al gènere.
Des d'aquesta perspectiva teòrica, la masculinitat i l'homenia no tenen un significat fix ni transcendent, sinó que participen d'una disputa social, al nivell de la significació en els diferents contextos socials i històrics, que, com assenyala Bourdieu, és una de les dimensions de les lluites socials i polítiques. Si aquest plantejament s'assumeix en general per al terme "masculinitat", no sempre es fa per al terme "home", que, sovint, en els propis estudis de gènere dels homes apareix com un terme obvi, evident per si mateix.

## Noves masculinitats alternatives (NAM)
Les noves masculinitats alternatives (NAM) són aquells homes que treballen més activament contra la violència de gènere juntament amb les dones. S'allunyen de persones amb valors no igualitaris o d'aquells que són violents, i cerquen relacions d'igualtat basades en el desig i l'amor.
Els homes NAM usen la seva força i coratge com a estratègia clau per combatre i fins i tot ridiculitzar les actituds negatives que procedeixen d'homes dominants, com el sexisme o el racisme. De fet, els homes NAM expressen públicament el seu rebuig a pràctiques no igualitàries.
Els homes NAM han hagut de confrontar algunes resistències, i encara ho han de fer. En primer lloc, la idea que el que es necessita per alliberar els homes de l'hegemonia del model de masculinitat tradicional és aprendre a expressar els sentiments i a manejar les emocions, en comptes de tornar-se forts i segurs. Aquesta perspectiva implica el malentès que ambdues coses són incompatibles (sentiments i seguretat).
En segon lloc, una altra pressuposició falsa que encara podem sentir en alguns espais públics i fins i tot en esdeveniments científics és que “qualsevol home que s'involucri en qüestions d'igualtat de gènere, ho fan per la influència d'una dona feminista”.
Els homes NAM no oposen el fet d'expressar els seus sentiments i emocions al fet de ser forts, entenent ser forts com alguna cosa oposada a ser “l'home més dur”. Per als homes NAM, lluitar per la fi de la violència contra les dones implica lluitar contra els homes dominants i ser forts per construir relacions igualitàries amb dones igualitàries. La concepció dels NAM sobre ser forts no està associada al poder físic, sinó a la resistència emocional a tot allò que gira al voltant de la superació de les masculinitats dominants, i que, actualment, entorpeix la superació de la violència contra les dones.
Quant a la segona idea, el feminisme i les noves masculinitats són amics, no mare i fill. És cert que molts homes que lluiten per la igualtat s'han implicat en moviments de noves masculinitats després de tenir contacte amb el feminisme. Però molts iniciadors dels moviments de les noves masculinitats des de la perspectiva NAM tenen l'experiència complementària: moltes dones s'han vinculat al feminisme després d'haver-se relacionat amb aquests homes. I tots dos han arribat a aquest lloc gràcies a la lluita de moltes dones i homes que els van precedir. Els moviments per a la igualtat de gènere i l'alliberament mai no han consistit en totes les dones contra tots els homes, sinó que sempre han estat moltes dones i alguns homes igualitaris contra la societat patriarcal defensada per algunes dones i alguns homes.

## Característiques
Les noves masculinitats, en canvi se situen fora del model tradicional, s'escriuen en plural i no les podem entendre en singular, ja que hi tenen cabuda totes les opcions que trenquen la masculinitat hegemònica estàtica. En la seva enorme diversitat comparteixen uns trets comuns:
- Cerca de relacions igualitàries, construïdes a través del diàleg
- El respecte cap a qualsevol altra persona
- Presa de consciència del poder que es té pel fet de ser home
- La seguretat, la força i la valentia que calen per oposar-se a la violència de gènere
- Renuncia dels privilegis atorgats pel sistema
Cal tenir en compte i posar especial atenció al fet que les noves masculinitats no es transformin en una nova manera de discriminació i violència o que acabin sent masculinitats hegemòniques emmascarades. Aquest fet podria ser perillós, ja que amagar-se darrere de la cuirassa d'aliat del feminisme pot acabar perpetuant el masclisme.

## White Ribbon
La campanya White Ribbon és un moviment global d'homes i joves compromesos amb la lluita contra la violència masclista envers les dones i les nenes, iniciat al Canadà l'any 1991. Utilitzen la cinta blanca com a símbol de "La idea que els homes abandonin les armes".
La campanya està actualment present en més de 60 països i pretén promoure relacions sanes, d'igualtat de gènere i una visió compassiva de la masculinitat.
Va ser iniciat per un grup d'homes profeministes al Canadà el novembre de 1991 dirigit per Jack Layton, Ron Sluser i Michael Kaufman en resposta a la massacre de l'Escola Politècnica del Canadà, perpetrat per Marc Lépine el 1989 que va assassinar 14 dones.
La campanya pretén sensibilitzar els homes sobre la violència que exerceixen sobre les dones. Moltes de les activitats de la campanya se centren a educar i mentalitzar a homes joves sobre en la igualtat de gènere i violència.
Homes i els nens són animats a portar la cinta blanca com un símbol de la seva oposició a la violència contra les dones.
Moviments d'igualtat dels homes en molts països han pres la campanya activa en més de 60 països, incloent-hi Canadà, Austràlia, Pakistan, Itàlia, Regne Unit, Espanya, Argentina, Uruguai, Brasil, Xile o Equador.
El 2012 el grup Kering va posar en marxa la campanya #WhiteRibbon i Stella McCartney, un dels seus dissenyadors, va idear un full amb una cinta blanca que aviat es va estendre a través de les xarxes.